# 蕨宿

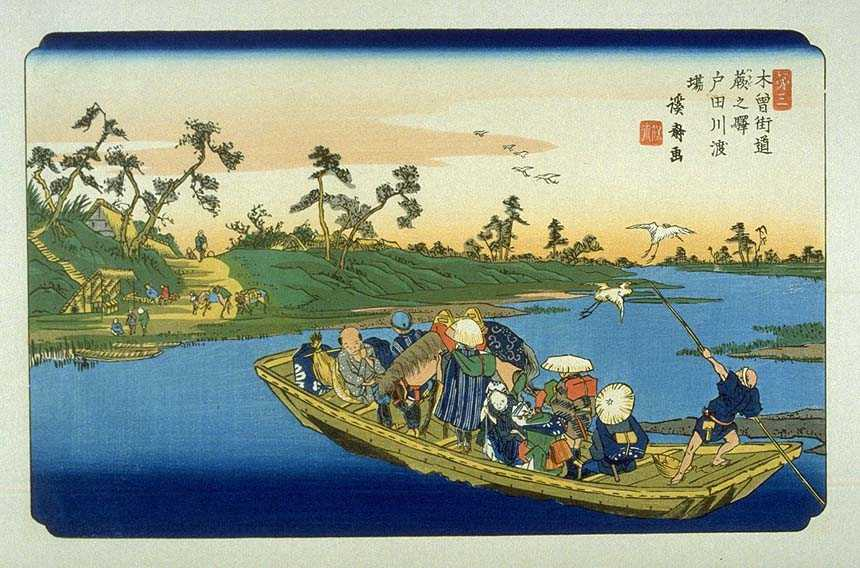
『木曾街道 蕨之驛 戸田川渡場』
天保6- 8年（1835-1837年）、渓斎英泉 画
蕨宿の近隣にあって一帯の水運を担う戸田の渡しが描かれている。人馬の別無く舟に乗り合い、白鷺が舞う戸田川を往く、天保の頃の人々ののどかな様子である。対岸の渡し場に続く道の左右には戸田村の家々が見える。渡船権はこの村が握っていた。

蕨宿（わらびしゅく）は、日本の近世にあたる江戸時代に整備され、栄えていた宿場町。
中山道六十九次のうち江戸・日本橋から数えて2番目の宿場（武蔵国のうち、第2の宿）。
所在地は、江戸期には東海道武蔵国足立郡蕨郷（上蕨村、および、下蕨村）と称（「蕨市#歴史」も参照）。現在の埼玉県蕨市中央5丁目から錦町5丁目までがこの地域にあたる。

## 特徴

### 蕨郷および蕨宿の歴史
文献上、地名「わらび」の初出は観応3年（1352年）6月29日に表された『渋川直頼譲状写』（賀上家文書）に見える、「武蔵国蕨郷上下」である。
地名の由来については諸説あり、「藁火（わら-び）」説と「蕨」説に大別される。「藁火」説では、源義経が立ちのぼる煙を見て「藁火村」と名付けた、在原業平が藁を焚いてもてなしを受けたことから「藁火」と命名した、などといわれる。「蕨」説には、近隣の戸田郷 や川口郷 にも見られる「青木」「笹目」「美女木（びじょぎ）」 などといった植物由来地名と同様、蕨（ワラビ）が多く自生する地であったことに基づく命名とするもの、僧・慈鎮（じちん）の歌「武蔵野の 草葉に勝る早蕨（さ-わらび）を　実（げ）に 紫の塵かとぞ見る」をもって「蕨」としたと見るもの、などがある（「蕨市#歴史」も参照）。
平安時代末期に金子家忠の一族が保元の乱（1156年）や平治の乱（1159年）を落ち延びて蕨本村（法華田〈ほっけだ〉、現・錦町5丁目付近）に住み着き、蕨郷の開発に着手したと伝えられる。
戦国時代には蕨城（足利氏一族・渋川氏の居城）があり、市も開かれていたため、宿場として成立する基礎があった。

### 蕨宿の成立
蕨宿は、慶長11年（1606年）頃から元和年間（1615年～1624年）に元蕨（現埼玉県戸田市）から現在地に移されたとされる。蕨宿の成立時期については江戸時代初期の慶長17年（1612年） とする説が有力で、在地有力者の岡田氏が本陣を務めた。

### 蕨宿の特徴

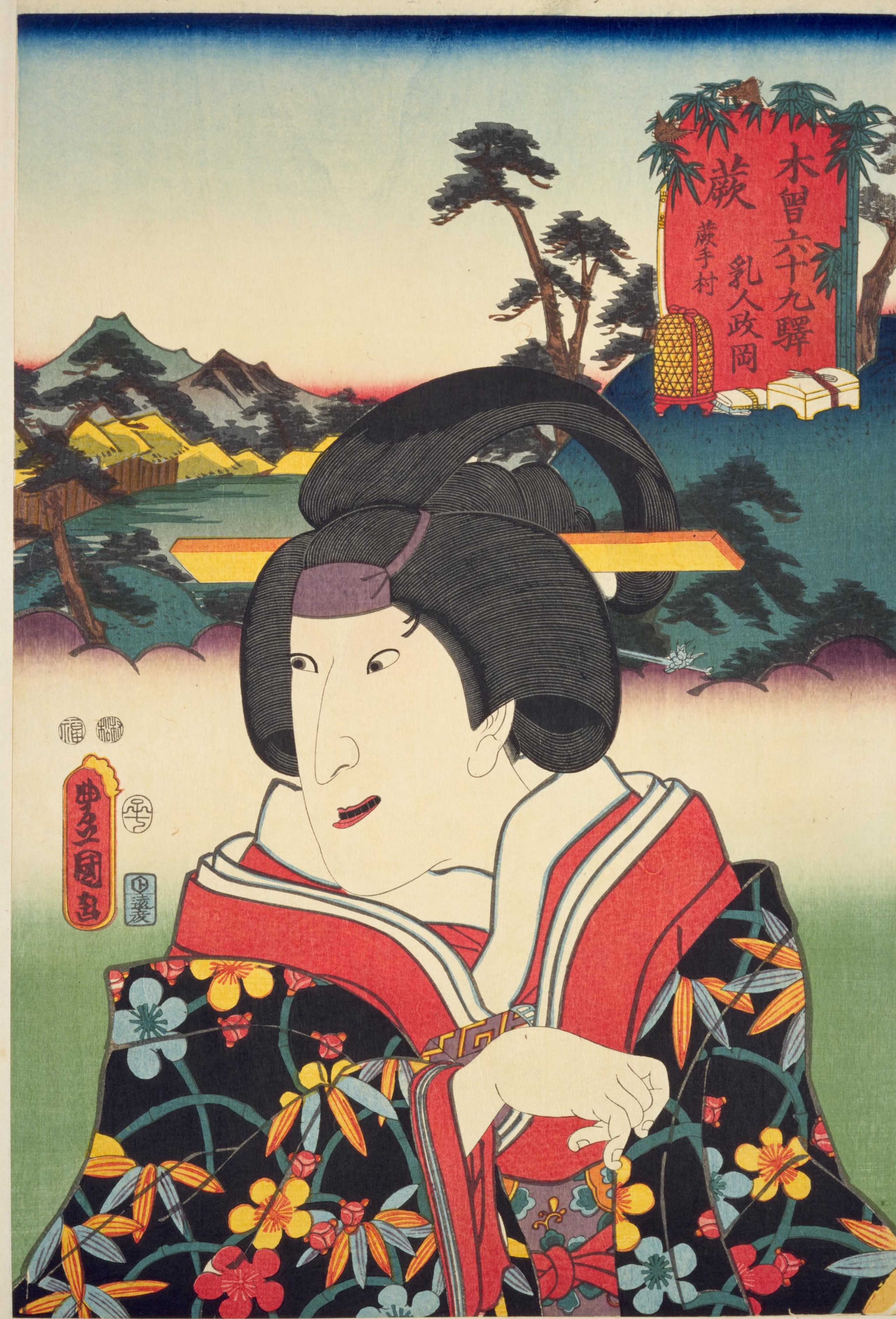
歌川国貞木曽六十九驛『蕨 蕨手村・乳人政岡』（1852年・嘉永5年）

道中奉行による天保14年（1843年）の調べ で、4町からなる町並み10町（約1.1 km）。宿内人口2,223人（うち、男1,138人、女1,085人）。宿内家数430軒（うち、本陣2軒、脇本陣1軒、旅籠〈はたご〉23軒。問屋場1箇所、高札場1箇所）であった。
通常客が利用する平旅籠は問題無かったが、蕨宿の飯盛旅籠および飯盛女（めしもり-おんな）は強引な客引きがひどく、旅人は難儀したという。そのため、江戸末期には旅人が安心して泊れるよう、平旅籠の講と呼ばれる旅館組合が組織されていた。
なお、戸田の渡し（後述）の川留めに備えて東隣りの塚越村にも本陣が置かれ、二の本陣、あるいは東の本陣と呼ばれた。
江戸の昔、蕨宿の周りには用水と防備を兼ねた構え堀が巡らされていた。この堀に面した家々には小さな跳ね橋が設けられていて、早朝下ろされ、夕刻になるといっせいに跳ね上げられた。
宿場の出入り口である上下の木戸も同じ時刻に閉じられるので、夜の蕨宿は隔絶された小さな空間となっていた。跳ね橋は、北町の一角に一つのみであるが、今日まで残されている（徳丸家の跳ね橋）。このように防火に怠り無かったがしかし、蕨宿はしばしば大火に見舞われている。それでも古民家などが多数健在で、かつての面影を伝える町並みを残している。

### 蕨宿各所
- 旅 籠(はたご)

旅籠は、庶民が宿泊所で、食事を持参する木賃宿（きちんやど）とは違い食事が付いていた。天保14年（1843）当時、蕨宿には23軒あった。
- 本 陣

蕨宿の本陣は、加兵衛家と五郎兵衛家の2軒が代々受け継いできた。本陣は、玄関・書院・上段の間・門などがあり、大名や公家などの休泊施設であり、庶民は利用を許されなかった。大名が宿泊する際は、到着日を知らせ、関札を門前等に掲げ、提灯を吊し、幕を張り一行を出迎えたのである。
- 脇本陣

脇本陣は、本陣に次ぐ格式があり、蕨宿には1軒（新蔵家）が存在した。大名などが蕨宿に宿泊するとき、家臣や従者が利用する施設。大名の宿泊がないときは、庶民も利用することができた。

### 戸田の渡し場
この節は蕨宿ではなく、近隣の解説である。
今日では荒川の一部となっている蕨付近の流域は、当時「戸田川」と呼ばれていて、渡し船による往来があった。浮世絵師・渓斎英泉が蕨宿の風景として選んだのはこの「戸田の渡し」であり（右上の画像を参照）、江戸方から板橋宿、志村一里塚を過ぎた中山道はここを越えなければ蕨宿に辿り着かない。
戸田川は平水時、その川幅は55間（約100m）程度であったが、ひとたび大水が出ると1里（約4km）にも広がって渡しは不可能になった。そのような時は当然ながら、平時でも夕刻以降は危険と見なされ、川留めされていた。となれば、上方から江戸へ下る旅人は渡し場の一歩手前にある蕨宿に逗留せざるを得ない。そうして、翌朝早くに出立する客が多かった。また、渡しで揚げられる物資の中継地としても戸田の渡しは重要な位置を占めていて、蕨宿と切っても切れない繋がりを持つ要衝であった。
天保13年（1842年）調べの『中山道戸田渡船場微細書上帳』には、総家数46軒、人口220人余（うち、船頭8人、小揚人足31人）、渡し船数13艘（うち、馬船〈馬を運ぶ船〉3艘、平田船1艘、伝馬船1艘、小伝馬船8艘）とある
参勤交代などで大通行となるときには、近隣の下笹目村や浮間村から馬船を定助船として徴発していた。渡し船の権利は北岸の下戸田村が握っていたが、その権利を巡って蕨宿との間で争うこともあったという。
江戸時代の人々の水運と旅の安全を護ってきた小さな水神社ひとつを名残とし、戸田の渡し碑と大きな案内板が置かれている渡し場跡は、現在の荒川に架かっている戸田橋のおよそ100m下流に位置している。

### 鰻と青縞
蕨宿界隈を越えて上方へ向かうとこの先しばらくは鰻（うなぎ）を食せる店が無くなってしまうため、ここで食べていく客が多く、次の浦和宿とともに鰻で有名な宿場町となっていた。出されていたのは別所沼（現・さいたま市内）産である。
また、江戸末期には、蕨郷を含む周辺一帯は綿（ワタ）・木綿製品の生産が盛んとなる。特に蕨郷・蕨宿は綿織物（双子織）の中心的生産地として名を知られるようになり、職人の作業着に用いられる武州藍染めは自然に入った浅葱色の縦縞模様から「青縞」と呼ばれる名物となった。当時、全国から織物の買い継ぎ商が集まったという。

### 一里塚
この節は蕨宿ではなく、近隣の解説である。
戸田の一里塚
日本橋から4里（約15.7 km）の地点にあたる戸田村に道中4つ目の一里塚があった。現存せず。
辻の一里塚
日本橋から5里（約19.6 km）、辻村にあった道中5つ目の一里塚。当時このあたりは湿地が多く、通行に難があったため、水難除けに弁才天が祀られていた。現在は「辻一里塚公園」として整備され、その一角に「辻一里塚の跡」と刻まれた石碑と弁才天の祠がある。所在地：旧・中山道および国道17号線と東京外環自動車道の交差する地点近く。さいたま市南区辻7丁目4。

## 名所・旧跡・観光施設
江戸方から上方へ、おおよそ道なりに記す。
戸田
- 戸田の渡し場の跡 ：戸田の渡し場跡碑、その他あり。「#戸田の渡し場」参照。

蕨宿
- 旧・中山道の道筋 ：国道17号線が戸田市から蕨市に入るあたりから、当時の蕨宿にあたる地域である。かつての中山道は、17号線の北東側60mにこの国道と並走するかたちで残されている。「#現代の交通」にては箇条書き。
- 長泉院 ：真言宗霊雲寺派。宝暦3年（1753年）の創建。
- （脇本陣〈岡田新蔵〉）：※今は何も残っていない。
- 蕨市立歴史民俗資料館 ：「#外部リンク」参照。所在地：蕨市中央5丁目17-22。

蕨市立歴史民俗資料館

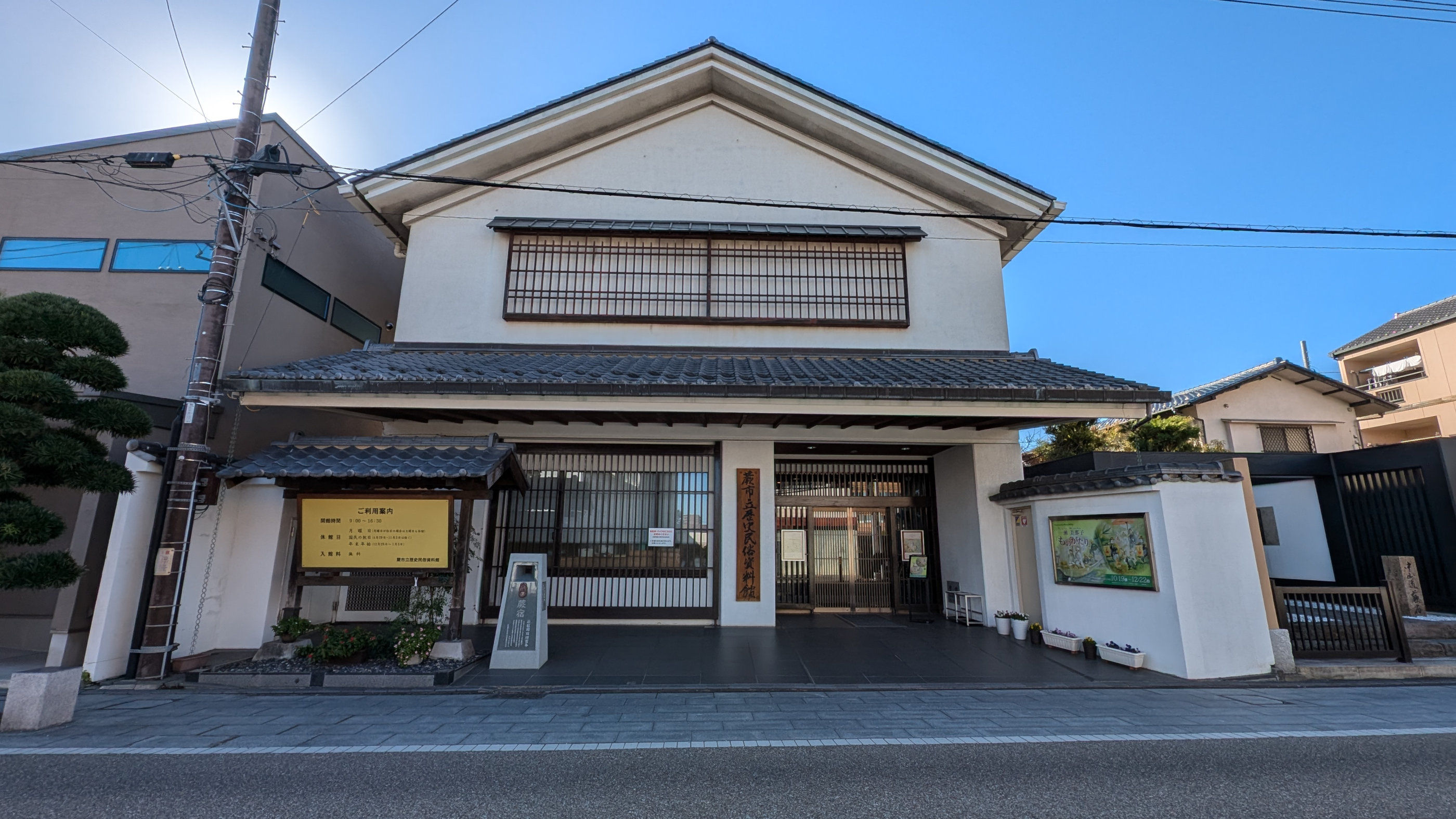
蕨市立歴史民俗資料館
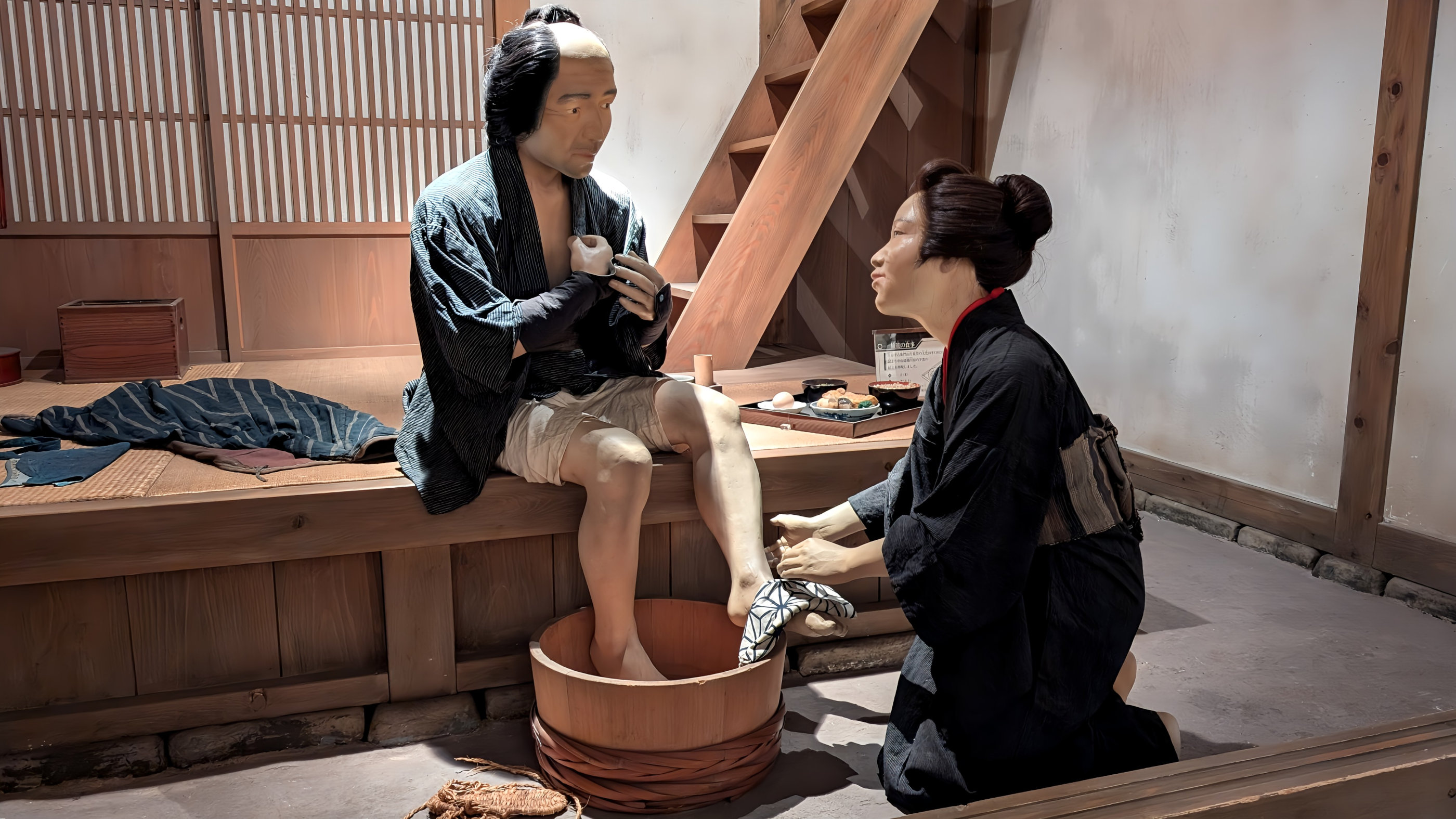
旅籠(はたご)の様子
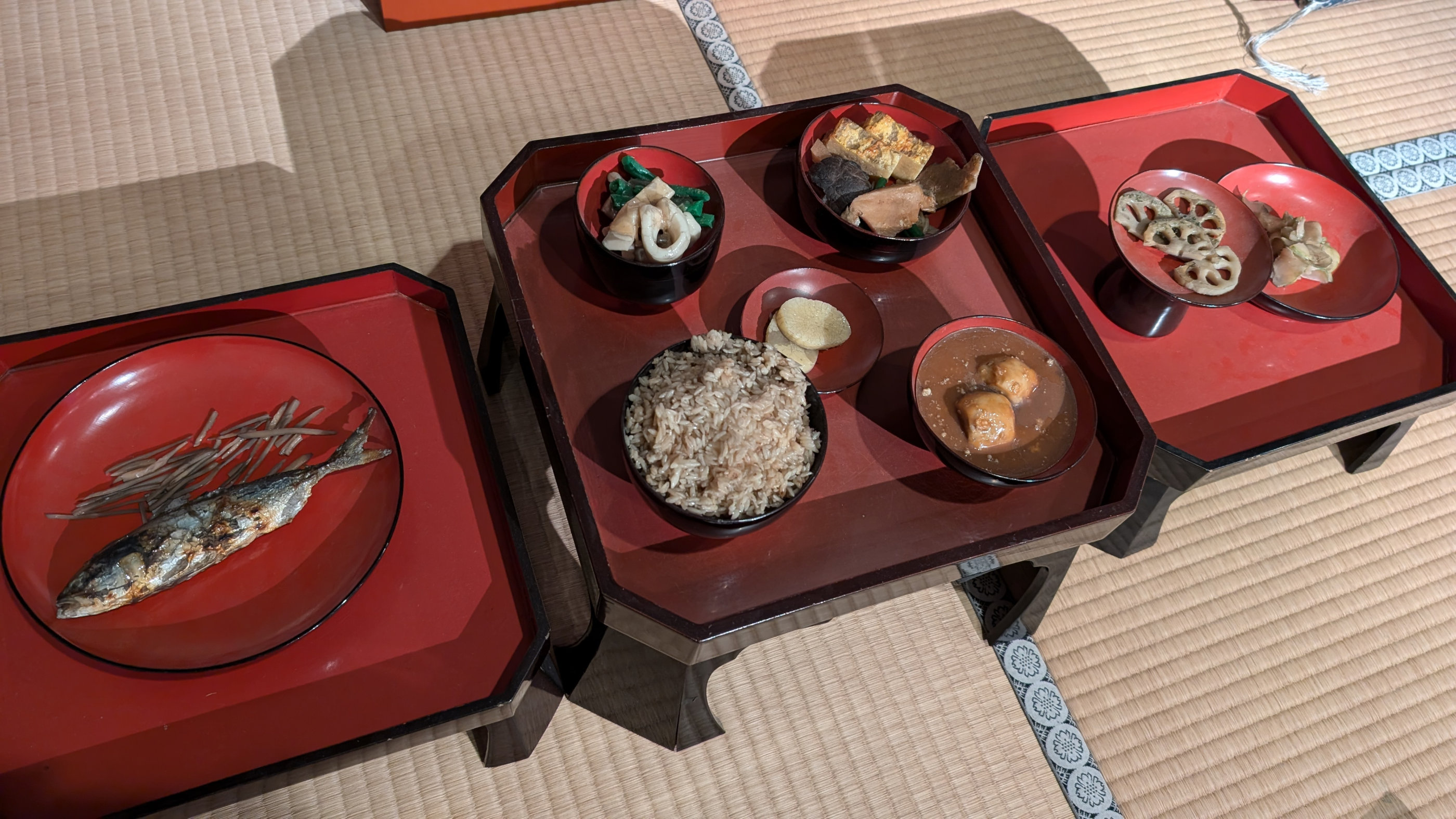
大名の食事(弘化元年5月、牧野遠江守の夕食)
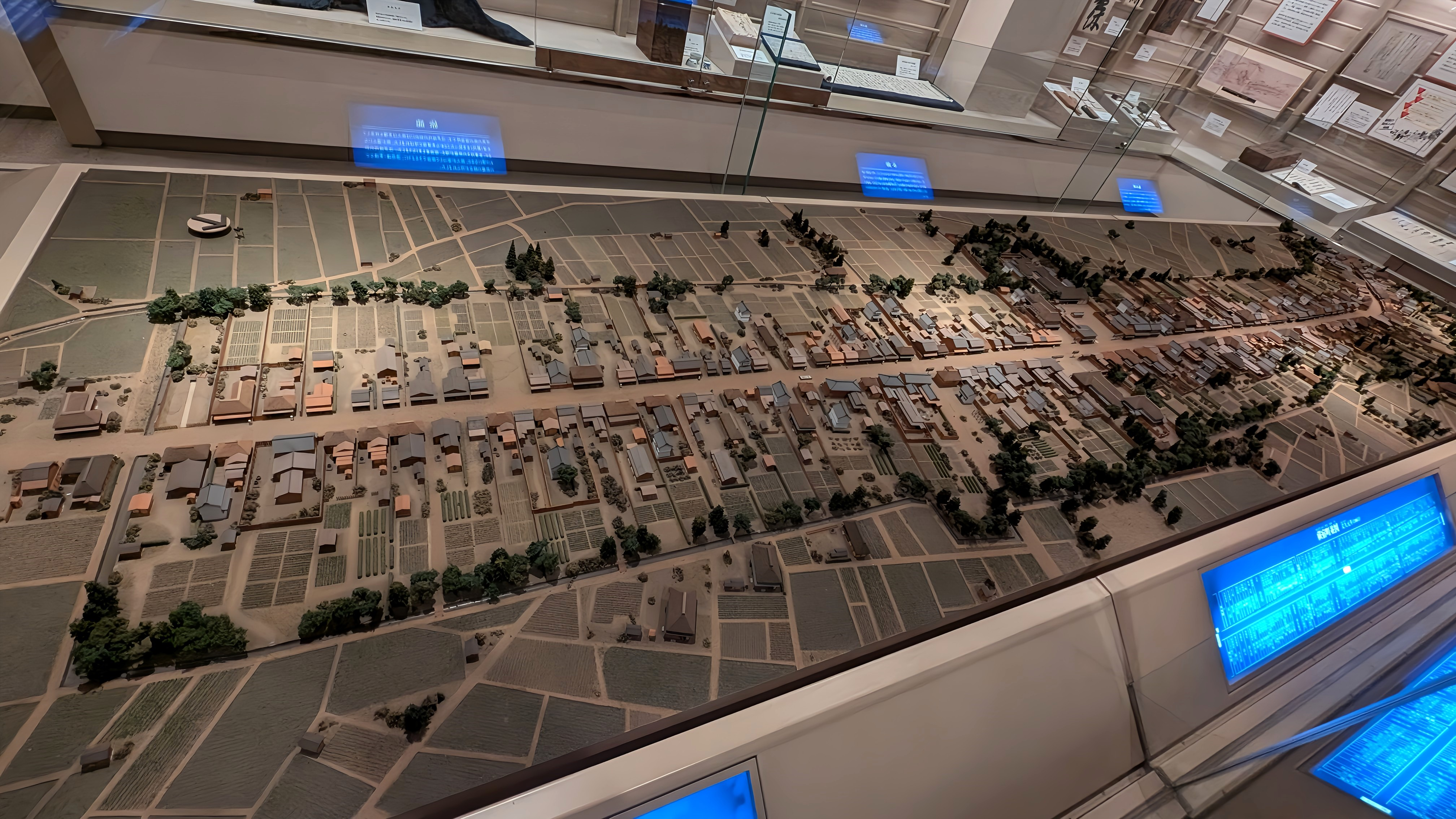
中山道蕨宿(歴史民俗資料館展示)
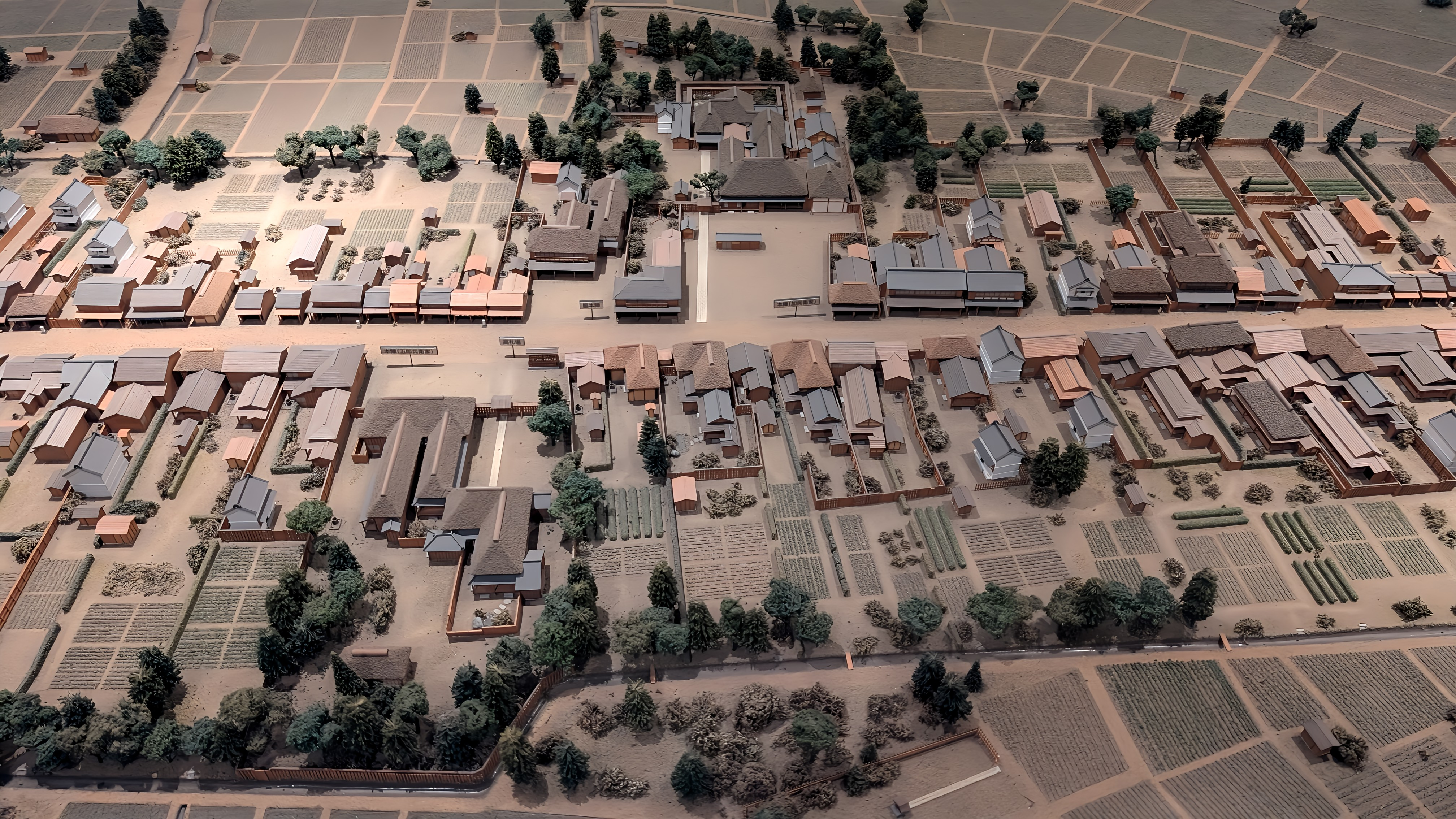
中央上の建物が本陣
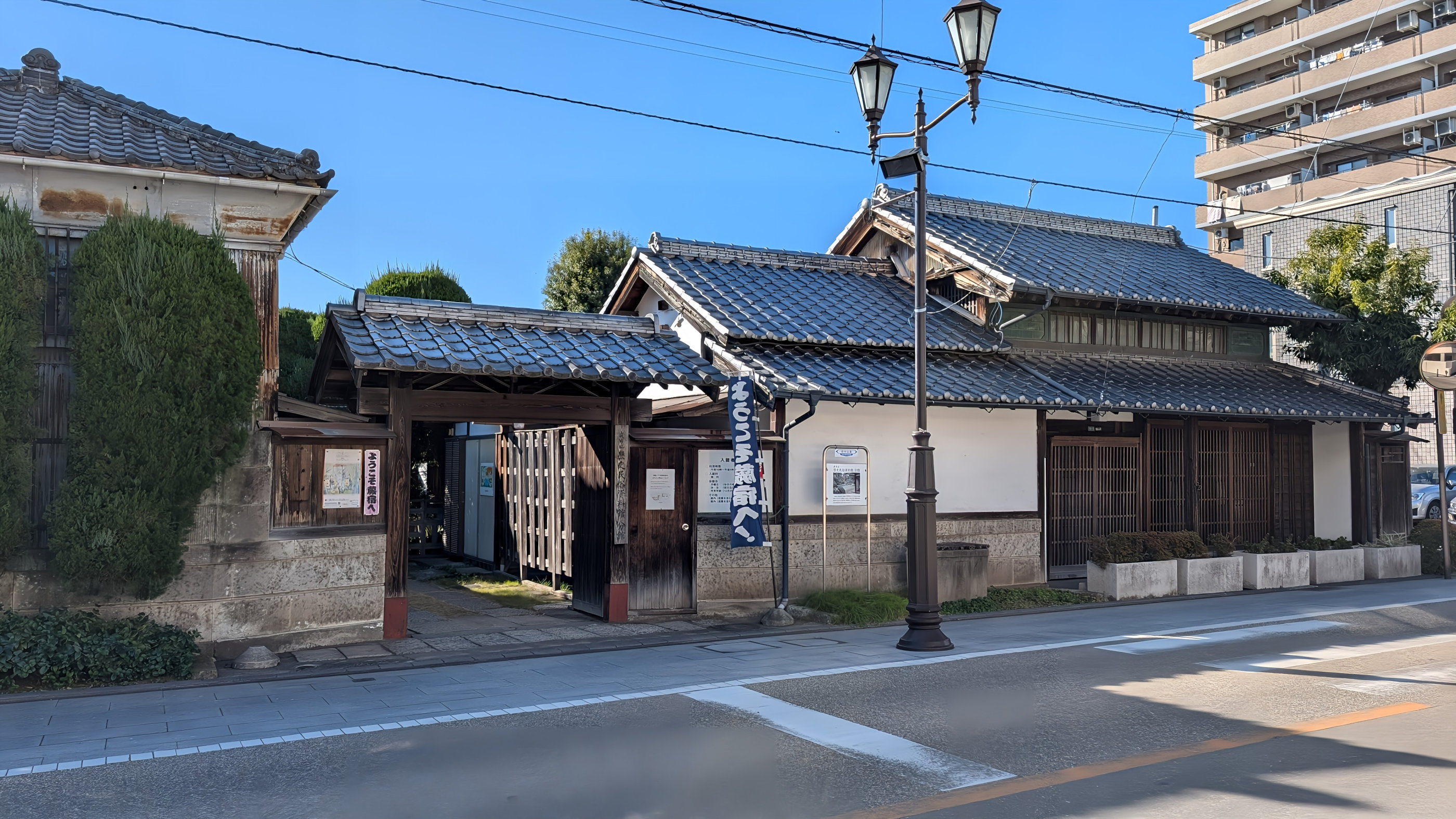
蕨市立歴史民俗資料館分館

- 一の本陣跡 ：岡田加兵衛による一の本陣は現存しないものの、昭和48年（1973年）建築の、建築家・谷口吉郎による本陣風のモニュメントが今日ある。所在地：上に同じ。
- （本陣〈岡田五郎兵衛〉）：※痕跡なし。
- 和楽備（わらび）神社 ：戦国時代に渋川氏が蕨城の守護神として八幡神社を奉斎したのが始まりと伝える。江戸時代には「蕨八幡」「上之宮」と呼ばれ、「中之宮」（氷川社）、「下之宮」（氷川社）とともに蕨宿三鎮守として重きをなした。明治44年（1911年）12月15日、町内18社の合祀にともない「和樂備（和楽備）神社」と改号。
- 蕨城址 ：「#蕨郷および蕨宿の歴史」参照。所在地：蕨市中央4丁目20（和楽備神社の南）。
- せんべいの萬寿屋 ：店舗は新築されているが、昔は茶屋を商って10代を数える老舗であった。

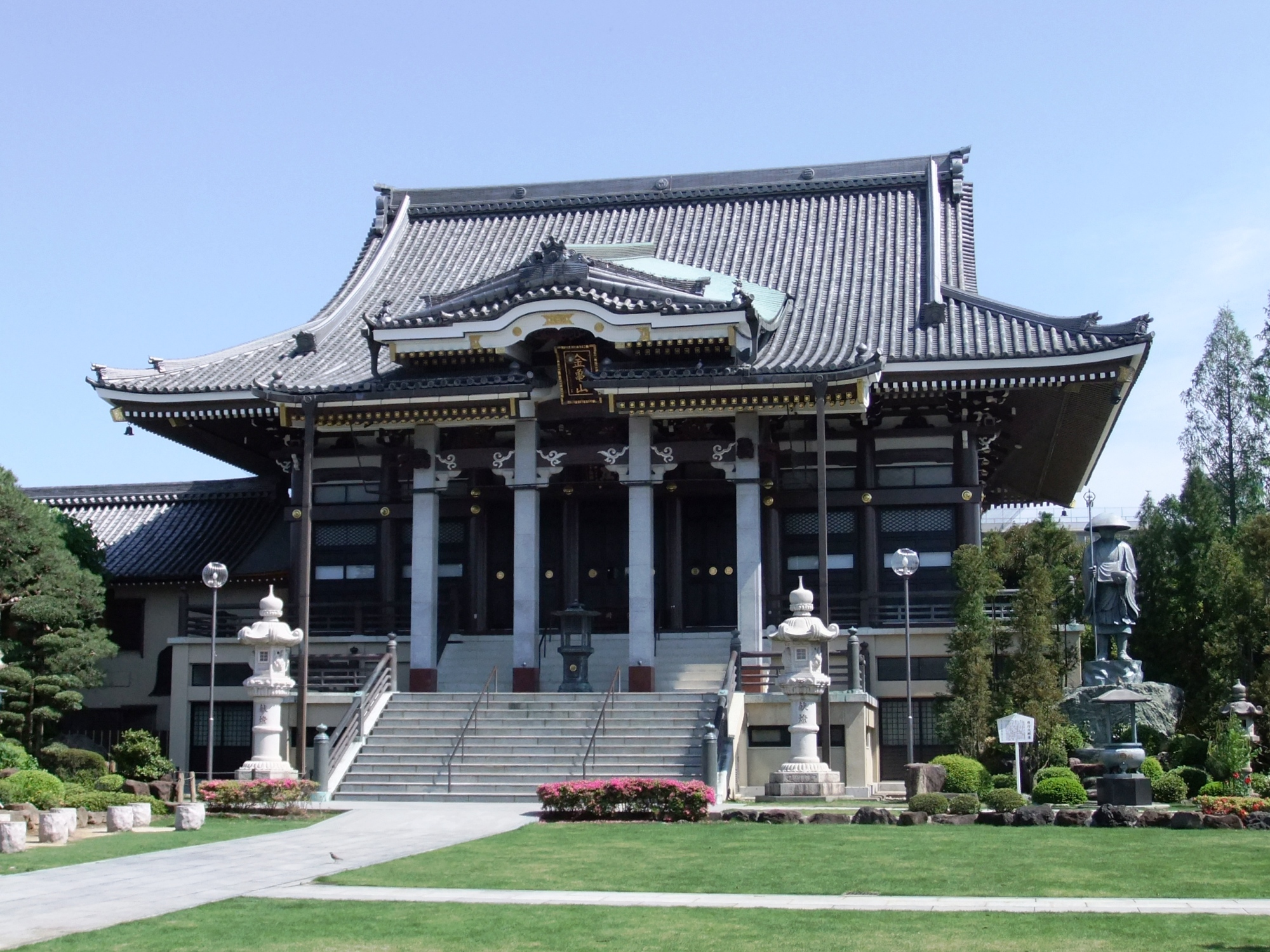
三学院

- 三学院 ：真言宗智山派（新義真言宗系）の古刹、金亀山極楽寺三学院。元亀（1570- 1572年）以前の創建との伝。本尊は十一面観音菩薩立像（木造）で、平安中期、慈覚大師の作といわれる。近世以前より関東七ヶ寺の一つ。所在地：蕨市北町3丁目2。
- 徳丸家の跳ね橋 ：「#蕨宿の特徴」参照。三学院を出た街道裏にあり（北緯35度49分43.5秒 東経139度40分33.6秒 / 北緯35.828750度 東経139.676000度）。

辻
- 辻一里塚の跡 ：「#一里塚」「#中山道の一里塚」参照。
- 熊野神社 ：熊野三山より熊野権現の勧請を受けた一社で、辻郷の鎮守。地元では「おくまさま」の愛称で親しまれてきた。文化2年（1805年）に編まれた『木曽路名所図会』の中に「辻村に熊野権現のやしろあり」との記述が見える。

## 交通の基本情報

### 中山道の行程
- 江戸・日本橋から京・三条大橋までの全行程　135里24町8間（約532.8 km）中
  - 江戸・日本橋 - 蕨宿　4里28町（約18.8 km）
  - 板橋宿 - 蕨宿　2里10町（約8.9 km）
  - 蕨宿 - 浦和宿　1里14町（約5.5 km）
  - 蕨宿 - 京・三条大橋　130里32町8間（約514.1 km）
- 江戸期の成人男性は通常、旅の1日におよそ10里（平地を8- 10時間で約40km、時速約4- 5 km）を歩く。[注釈 9]

### 中山道の一里塚
- 中山道の一里塚一覧

志村（3里） - 戸田（4里） - 辻（5里） -　? （6里）

### 隣の宿
- 中山道

板橋宿 - 蕨宿 - 浦和宿

### 現代の交通
- 鉄道（最寄り駅）
  - ■JR東日本（東日本旅客鉄道）　■京浜東北線（東北本線）　蕨駅
- 自動車道路　[7]
  - 東京都道311号環状八号線（環八通り） ：都営地下鉄三田線志村坂上駅付近で旧・中山道（国道17号）と交差。東京都道441号池袋谷原線（富士街道）との重複区間。
  - 東京都道・埼玉県道68号練馬川口線 ：戸田橋の北で旧・中山道（国道17号）と交差。
  -  国道17号 ：戸田橋付近と蕨付近を除き、この区間の中山道の現在の名称。
  - 埼玉県道79号朝霞蕨線：蕨市の錦町五丁目交差点から錦町三丁目交差点までは旧中山道に相当する。